# Piotr Chryzolog
Piotr Chryzolog (Złotousty), gr. Ἅγιος Πέτρος ὁ Χρυσολόγος, Petros Chrysologos (ur. ok. 380 w Forum Cornelli, zm. 31 lipca 450) – biskup, wyznawca, ojciec i doktor Kościoła, budowniczy kościołów, duszpasterz i kaznodzieja, święty Kościoła katolickiego.

## Życiorys
Piotr urodził się około 380 r. w miasteczku Imola. Wychował go i do stanu duchownego przyjął biskup tego miasta, Korneliusz. Około 433 papież Sykstus III, dzięki objawieniu prywatnemu, wskazał Piotra jako następcę św. Jana Angeloptesa (biskup 430–433) i nowego biskupa Rawenny. Był doradcą cesarzowej Galii Placydii. W swej działalności pasterskiej Piotr preferował kaznodziejstwo, dysponując niepospolitym talentem krasomówczym, skutecznym i starannie stosowanym, przez co zasłużył sobie na przydomek Chryzologa, co w gr. oznacza o złotych słowach. W ten sposób Kościół zachodni chciał podkreślić, że jak Wschód miał swojego Jana Złotoustego (zm. 407), tak Zachód ma swojego złotoustego Piotra. Wspólnie z papieżem Leonem I bronił dogmatu o dwóch naturach w Chrystusie przeciw monofizytom. Papież Leon Wielki mianował Piotra wysłannikiem na sobór chalcedoński w 451, na który posłał długi list, gdzie obalał tezy Eutychiusza, a na nowo potwierdzał naukę o dwóch naturach Chrystusa — Boskiej i ludzkiej.
Po Piotrze Chryzologu zachowało się około 200 kazań (w tym nie wszystkie z całą pewnością autentyczne) z komentarzami do Pisma św., szeregiem wskazań moralnych i rozważaniami doktrynalnymi.

## Kult

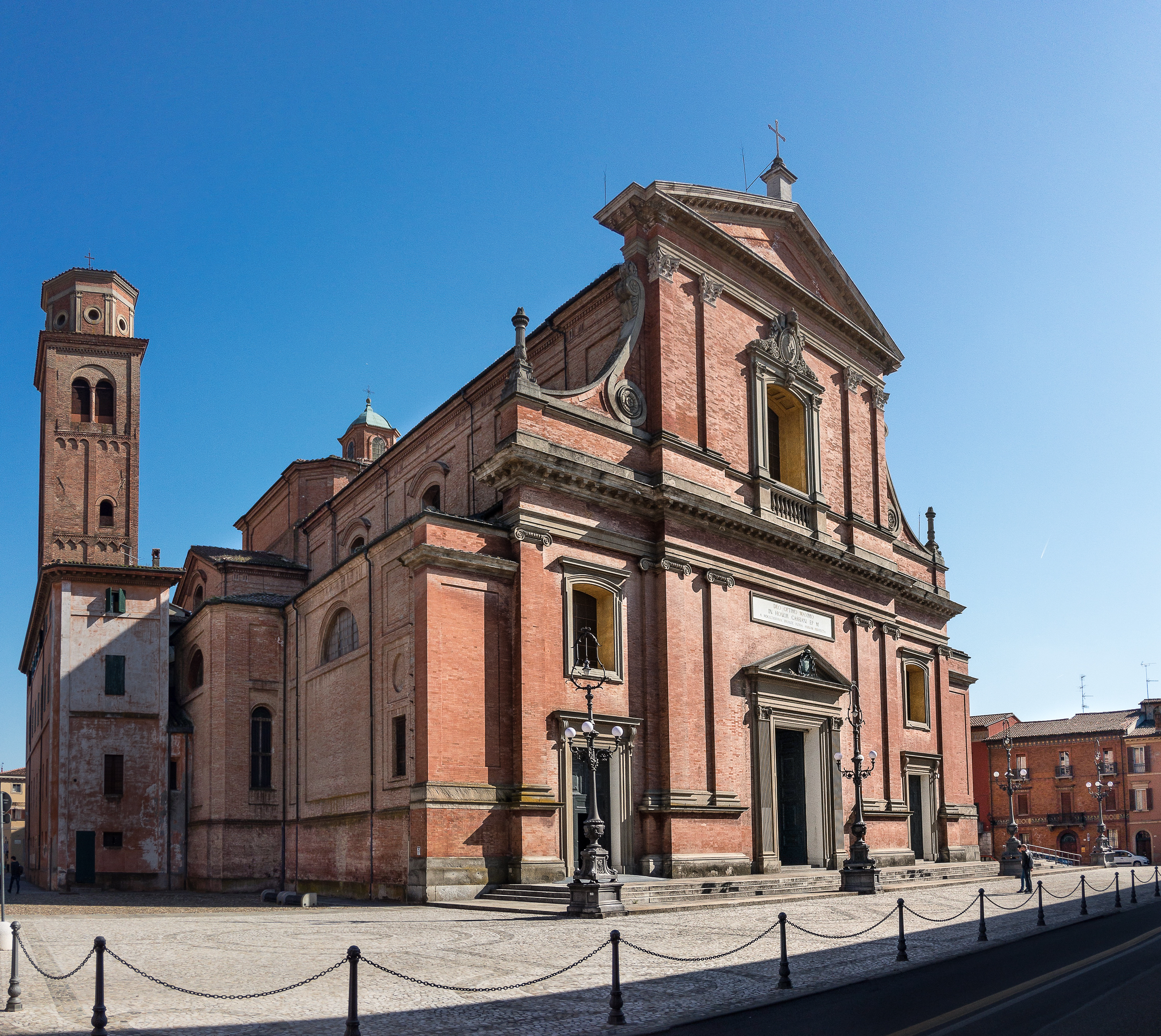
Kościół katedralny w Imoli

Szybko uznany za świętego, doktorem Kościoła ogłoszony został przez Benedykta XIII w 1729.
Jest patronem diecezji i miasta Imola.
Jego wspomnienie liturgiczne w Kościele katolickim obchodzone jest:
- w nadzwyczajnej formie rytu rzymskiego 4 grudnia
- w zwyczajnej formie rytu rzymskiego 30 lipca.